# Lee Seung-chan
Lee Seung-chan (kor. 이승찬 ;ur. 9 listopada 1995) – południowokoreański zapaśnik walczący w stylu klasycznym. Olimpijczyk z Paryża 2024, gdzie zajął szesnaste miejsce w kategorii 130 kg.
Dwunasty na mistrzostwach świata w 2023. Dziesiąty na mistrzostwach Azji w 2018. Mistrz Azji kadetów w 2012 roku.
Absolwent Korea National Sport University w Seulu.